# ハローナイト
ハローナイト（Hello Night）は、かつてTBSラジオの平日夜の時間帯で放送されていたラジオ番組。
放送期間は1986年10月6日から1989年4月7日まで。

## 概要
キャッチフレーズは『ラジオっていいね 大人のラジオが帰ってきた』。1976年に『夜はともだち』が平日夜の時間帯にスタートして以来、若者向けの番組を放送し続けてきたが、この番組からアダルト向けなど、対象リスナーの年齢を高めに設定、キャッチフレーズのように『夜はともだち』以前のTBSラジオの平日夜の時間帯同様の体制に戻したようなものとなった。平日の夜ワイドにおいて『進め!おもしろバホバホ隊』から『岸谷五朗の東京RADIO CLUB』まで、10代など若者向けの番組が中断していた間に放送されていた。
ニュース、スポーツ、経済情報など各種情報に重点を置いており、その一方で初期の頃は怪談話、不思議な話などを紹介した『ミステリーゾーン』、名取裕子、夏木マリら女優、女性タレントが出演してセクシーな話、お色気話をする『日産ナイトドリーム』『ピンクの子猫』といったコーナーも存在した。また後期は、これが初のラジオレギュラー出演である関谷浩至と俳人で人妻タレントの金子シャネル がコンビを組んだ『東京お計り隊』が人気を呼んだ。1988年10月改編で、録音放送の内包番組が無くなり全編完全生放送化された。
1989年4月7日をもって終了した。これは、荒川がTBSテレビの関東ローカル向けの夕方ニュース『テレポートTBS6』（就任と共に『テレポート6』に改題）のメインキャスターに就任する事が決まり、桝井論平に本番組のパーソナリティを交代するにあたり、路線はそのままに番組タイトルを『ロンペーの夜に乾杯!』に改題する事になったためである。荒川はここから『テレポート』に続き『JNNニュースの森』『ビッグモーニング』とTBSテレビの帯番組を立て続けに担当するため一度TBSラジオから離れる事になり、1994年10月開始の『サンデー強啓 本日発売』で再び担当するまで5年半空く。

## 放送時間
- 毎週月曜日〜金曜日 21:00〜23:30 （1986年10月〜1987年9月）
- 毎週月曜日〜金曜日 21:00〜23:00 （1987年10月〜1989年3月）

## パーソナリティ
- 荒川強啓 （月曜日〜木曜日、1988年10月からは月曜日〜金曜日の出演に。）
- 藤田和弘 （金曜日、1986年10月〜1987年9月）
- 前田武彦 （金曜日、1987年10月〜1988年9月）
- ニュースキャスター：土屋統督
- スポーツキャスター：多田護、平原晋太郎
- リポーター：関谷浩至（TBS営業社員のため「関谷社員」と呼ばれていた）
- リポーター：金子シャネル
- リポーター：岡崎潤司

## タイムテーブル

### 1986年10月当時
- 21:00　オープニング・交通情報・天気予報
- 21:05　恋のアドベンチャー
- 21:25　ニュースと情報
- 21:45　ハローナイト情報
- 21:55　交通情報
- 22:00　ミステリーゾーン
- 22:15　ニュースと情報
- 22:20　森本哲郎・旅物語
- 22:40　イエスタデイワンスモア
- 23:00　日産ナイトドリーム
- 23:20　ニュース・交通情報
- 23:25　エンディング

### 1987年4月当時
- 21:00　オープニング・交通情報・天気予報
- 21:05　スポーツハイライト
- 21:15　ニュースと情報
- 21:25　ハローナイト情報
- 21:40　イエスタデイワンスモア
- 21:55　交通情報
- 22:00　安部譲二・おとこの事情
- 22:15　ニュースと情報
- 22:20　森本哲郎・旅物語
- 22:35　パーソナリティコーナー
- 22:50　ミステリーゾーン
- 23:00　日産ナイトドリーム　ピンクの子猫
- 23:20　ニュース・交通情報
- 23:25　エンディング

### 1987年10月当時
- 21:00　オープニング・交通情報・天気予報
- 21:05　スポーツハイライト
- 21:15　ニュースと情報
- 21:30　ハローナイト経済情報
- 21:40　イエスタデイワンスモア
- 21:55　交通情報
- 22:00　安部譲二・おとこの事情
- 22:15　ニュースと情報
- 22:20　森本哲郎・旅物語
- 22:35　交通情報
- 22:45　ミステリーゾーン
- 22:55　ニュース・交通情報

### 1988年4月当時
- 21:00　オープニング・交通情報・天気予報
- 21:05　ハロースポーツ&ニュース
- 21:55　交通情報
- 22:00　安部譲二・おとこの事情
- 22:15　ニュースと情報
- 22:20　森本哲郎・旅物語
- 22:35
（月 - 木）想い出スーパーマーケット ～あの歌あの音をもう一度～
（金）前武の明日は土曜日
- 22:50　ニュース・交通情報

### 1988年10月当時
- 21:00　ニュースフラッシュ
- 21:10　情報コーナー
- 21:20　ニュースクローズアップ・交通情報・天気予報
- 21:35　情報コーナー
- 21:55　ニュース・交通情報・天気予報
- 22:00　ハローナイトスペシャル・人間バンザイ
- 22:30　ニュース・交通情報・天気予報
- 22:35　ハローミュージック
- 22:50　ニュース・交通情報・天気予報

### 上記以外のコーナー
- 大相撲全取組結果[5]
- やったゾ甲子園
  - 全国高等学校野球選手権大会、選抜高等学校野球大会が行われている間に放送。その日の全試合の結果を伝えていた[5]。